# リディア・コーベット
リディア・コーベット (Lydia Corbett) は、シルヴェット・ダヴィット (Sylvette David) としても知られるフランスの芸術家であり、パブロ・ピカソの絵画シルヴェットシリーズの「ポニーテールの少女」として知られている元美術モデル。

## 若年期
コーベットはパリでフランス人の父とイギリス人の母の間に生まれた。
父は美術商を営んでいたエマニュエル・ダヴィット、母は1920年代にフランスのノルマンディーに移り住んだ油彩画家のHonor Gell。母は牧師の娘でもあった。
両親の婚姻関係はコーベットの誕生後に破綻してしまい、幼少期の殆どを通じて父親は不在であった。
1954年の春、コーベットが19歳のその年、彼女はパブロ・ピカソに出会った。ピカソはすぐに彼女に魅了された。
当時、ピカソのアトリエが南フランスのヴァロリスという街のフルナ通りに有り、コーベット(当時はシルヴェット)は婚約者に会いに行く道すがら、この偉大な芸術家の窓をしばしば通り過ぎていたのだ。
数週間後、コーベットはコーヒーを飲みながら喫煙し、友人とお喋りをしていた。彼女が隣のアトリエに居たピカソを見つけたとき、ピカソは1枚の絵を掲げていた。それはピカソの記憶から描かれた彼女の簡素な肖像画であった。
後に彼女は思い出している。「それはまるで招待状のようでした」と。彼女と友人は彼のドアをノックしに行った。
彼女に会えたピカソは喜んで、すぐに彼女を抱きしめた。 「僕は君の絵を描きたいんだ！シルヴェット。」彼は叫んだ。
ピカソは4月から6月にかけての数か月間、コーベットに定期的にモデルをするように説得した。そして、さまざまな媒体でデッサンと彫刻、28の絵画を含む60点を超える彼女の肖像シリーズを制作した。
1954年の夏、「シルヴェット」シリーズが評論家の称賛を受けてパリで展示された。ライフ誌は、ピカソ芸術の新時代「ポニーテール時代」を発表した。ブリジット・バルドーは、カンヌの遊歩道を歩いているシルヴェットを見てそのスタイルを採用したと言われている。

## キャリア
コーベットは、ピカソのために座っている間の時間を過ごすために絵を描き始めた。ピカソはしばしばロッキングチェアでポーズをとった。彼女は後に結婚し、1968年にイギリスに移った。画家のミューズとしての名声を利用することを避けるため、作品には婚姻後の名前でサインをした。
彼女は40代から油絵具と水彩の両方を使って真剣に絵を描き始め、1989年からフランシスカイルギャラリーの代表を務めている。
1991年、彼女の作品は日本で展示され、1993年、ピカソとコルベットのドキュメンタリー映画がBBC2で上映され、テート・ギャラリーのピカソの絵画展と同時に開催された。
2014年、コーベットはロンドンのフランシスカイルギャラリーでの展覧会で80歳の誕生日を迎えた。
コーベットのアトリエはイングランド南西部のデヴォンに拠点が置かれている。